# Martinska Ves
Martinska Ves és un municipi de Croàcia que es troba al comtat de Sisak-Moslavina. Té una població de 4.026 habitants (cens del 2001), el 98% de la qual són croats.